# Mario Agustoni
Mario Agustoni (* 3. Januar 1902 in Mailand; † 28. Oktober 1982 in Bellinzona,  heimatberechtigt in Monte TI) war ein Schweizer Politiker (FDP.Die Liberalen) und Jurist.

## Biografie
Mario Agustoni kam am 3. Januar 1902 in Mailand als Sohn des Kaufmanns Angelo Agustoni und der Orsolina, geborene Tognola, zur Welt. Nach der Grundschule in Mailand und dem Lyzeum in Lugano absolvierte Agustoni ein Studium der Rechtswissenschaft an der Universität Pavia, das er 1925 mit dem Erwerb des Doktortitels abschloss.
In der Folge war er von 1932 bis 1934 als Staatsanwalt für das Sopraceneri tätig. 1934 erhielt Agustoni das Anwaltspatent und liess sich endgültig in Bellinzona nieder. Von 1937 bis 1966 wirkte er als eidgenössischer Untersuchungsrichter für die italienischsprachige Schweiz. Des Weiteren war Agustoni im Verwaltungsrat der Banco di Roma in Lugano vertreten.
Mario Agustoni, der mit Bice, geborene Antonini, verheiratet war, verstarb am 28. Oktober 1982 im Alter von 80 Jahren in Bellinzona.

## Politik
Das Mitglied der FDP gehörte von 1939 bis 1967 dem Grossen Rat des Kantons Tessin an. Darüber hinaus nahm Agustoni von 1944 bis 1947 sowie von 1960 bis 1963 Einsitz in den Nationalrat.